# Reilly Opelka
Reilly Opelka (ur. 28 sierpnia 1997 w St. Joseph w Michigan) – amerykański tenisista, reprezentant kraju w Pucharze Davisa.

## Kariera tenisowa
Mistrz Wimbledonu 2015 w grze pojedynczej chłopców oraz finalista tego samego turnieju w grze podwójnej chłopców.
Zawodowy tenisista od 2015 roku.
W 2017 roku zadebiutował w imprezie Wielkiego Szlema podczas turnieju Australian Open. Odpadł wówczas w pierwszej rundzie po porażce z Davidem Goffinem. W cyklu ATP Tour Opelka wygrał cztery turnieje w grze pojedynczej oraz jeden w grze podwójnej. Ponadto przegrał trzy finały w grze pojedynczej oraz trzy w grze podwójnej.
Od listopada 2019 roku reprezentant Stanów Zjednoczonych w Pucharze Davisa.
Najwyżej sklasyfikowany był na 17. miejscu w singlu (28 lutego 2022) oraz na 89. w deblu (2 sierpnia 2021).

### Finały w turniejach ATP Tour
| Legenda                                      |
| -------------------------------------------- |
| Wielki Szlem                                 |
| Igrzyska olimpijskie                         |
| Tennis Masters Cup / ATP Finals              |
| ATP Masters Series / ATP Tour Masters 1000   |
| ATP International Series Gold / ATP Tour 500 |
| ATP International Series / ATP Tour 250      |

#### Gra pojedyncza (4–3)
| Końcowy wynik | Nr | Data             | Turniej      | Nawierzchnia  | Przeciwnik         | Wynik finału        |
| ------------- | -- | ---------------- | ------------ | ------------- | ------------------ | ------------------- |
| Zwycięzca     | 1. | 17 lutego 2019   | Nowy Jork    | Twarda (hala) | Brayden Schnur     | 6:1, 6:7(7), 7:6(7) |
| Zwycięzca     | 2. | 23 lutego 2020   | Delray Beach | Twarda        | Yoshihito Nishioka | 7:5, 6:7(6), 6:2    |
| Finalista     | 1. | 15 sierpnia 2021 | Toronto      | Twarda        | Daniił Miedwiediew | 4:6, 3:6            |
| Zwycięzca     | 3. | 13 lutego 2022   | Dallas       | Twarda (hala) | Jenson Brooksby    | 7:6(5), 7:6(3)      |
| Finalista     | 2. | 20 lutego 2022   | Delray Beach | Twarda        | Cameron Norrie     | 6:7(1), 6:7(4)      |
| Zwycięzca     | 4. | 10 kwietnia 2022 | Houston      | Ceglana       | John Isner         | 6:3, 7:6(7)         |
| Finalista     | 3. | 5 stycznia 2025  | Brisbane     | Twarda        | Jiří Lehečka       | 1:4 krecz           |

#### Gra podwójna (1–3)
| Końcowy wynik | Nr | Data                 | Turniej   | Nawierzchnia  | Partner       | Przeciwnicy                         | Wynik finału      |
| ------------- | -- | -------------------- | --------- | ------------- | ------------- | ----------------------------------- | ----------------- |
| Finalista     | 1. | 27 października 2019 | Bazylea   | Twarda (hala) | Taylor Fritz  | Jean-Julien Rojer Horia Tecău       | 5:7, 3:6          |
| Finalista     | 2. | 16 lutego 2020       | Nowy Jork | Twarda (hala) | Steve Johnson | Dominic Inglot Aisam-ul-Haq Qureshi | 6:7(5), 6:7(6)    |
| Finalista     | 3. | 20 czerwca 2021      | Londyn    | Trawiasta     | John Peers    | Pierre-Hugues Herbert Nicolas Mahut | 4:6, 5:7          |
| Zwycięzca     | 1. | 1 sierpnia 2021      | Atlanta   | Twarda        | Jannik Sinner | Steve Johnson Jordan Thompson       | 6:4, 6:7(6), 10–3 |

### Finały juniorskich turniejów wielkoszlemowych

#### Gra pojedyncza (1–0)
| Końcowy wynik | Nr | Data | Turniej           | Nawierzchnia | Przeciwnik  | Wynik finału |
| ------------- | -- | ---- | ----------------- | ------------ | ----------- | ------------ |
| Zwycięzca     | 1. | 2015 | Wimbledon, Londyn | Trawiasta    | Mikael Ymer | 7:6(5), 6:4  |

#### Gra podwójna (0–1)
| Końcowy wynik | Nr | Data | Turniej           | Nawierzchnia | Partner         | Przeciwnicy              | Wynik finału |
| ------------- | -- | ---- | ----------------- | ------------ | --------------- | ------------------------ | ------------ |
| Finalista     | 1. | 2015 | Wimbledon, Londyn | Trawiasta    | Akira Santillan | Sumit Nagal Lý Hoàng Nam | 6:7(4), 4:6  |